# Wiwilí
Wiwilí ist eine Stadt im Norden von Nicaragua, ca. 20 km von der Grenze zu Honduras entfernt. Die Stadt liegt am Rio Coco, der in Honduras entspringt und ins Karibische Meer mündet. Der Fluss ist hier die Grenze zwischen den Departamentos Nueva Segovia und Jinotega, weshalb es zwei Teile Wiwilís mit getrennter Verwaltung gibt: Wiwilí de Nueva Segovia (offiziell Güigüilí) auf der linken, nordwestlichen Flussseite mit etwa 19.000 Einwohnern und Wiwilí de Jinotega auf der rechten, südöstlichen Seite des Flusses mit etwa 77.000 Einwohnern (2021).
Seit 2022 gibt es am Westrand der beiden Wiwilís eine Straßenbrücke über den trennenden Rio Coco, die einen engeren Austausch zwischen den beiden Teilen dieser Stadt ermöglicht. Die Bauzeit betrug 17 Monate. Mit einer Länge von 313 Metern ist sie die zweitgrößte Brücke Nicaraguas.
Der Ort gehört zu einem der ärmsten Gebiete in einem der ärmsten Länder Mittelamerikas. Etwa 40 Prozent der Bevölkerung können weder lesen noch schreiben.

## Hilfe aus Freiburg
Mit der Stadt Freiburg im Breisgau wurde 1988 eine Städtefreundschaft geschlossen mit dem Ziel, die Lebensbedingungen für die dort lebenden Menschen zu verbessern. Dies geschieht auch im Andenken an den Freiburger Arzt Albrecht „Tonio“ Pflaum, der im Auftrag des Deutschen Entwicklungsdienstes seit 1980 dort arbeitete. Er wurde 1983 von den „Contras“ ermordet, die seit 1980 die sandinistische Revolutionsregierung bekämpften. Es bestehen unter anderem Projekte in den Bereichen Trinkwasserversorgung, Landwirtschaft, Bildung und Kultur. Bei der Verwirklichung eines Trinkwasserprojekts wurde 1986 auch der Freiburger Berndt Koberstein ermordet. Ein geplantes und begonnenes Projekt zur Elektrizitätsversorgung konnte bisher nicht verwirklicht werden, weil eingeplante Mittel der UN nicht mehr zur Verfügung stehen. Seit 1993 unterstützt das Droste-Hülshoff-Gymnasium Freiburg Bildungsprojekte in Wiwilí. 1998 richtete der Hurrikan Mitch große Zerstörungen in der Stadt an. 2015 wurde Wiwilí offizielle Partnerstadt Freiburgs.